# Regnbågsbiätare
Regnbågsbiätare (Merops ornatus) är en huvudsakligen australisk fågel i familjen biätare inom ordningen praktfåglar.

## Utseende och läten
Regnbågsbiätaren är som namnet avslöjar en mycket färgglad biätare. Fjäderdräkten är överlag grönglänsande, med gyllene hjässa, orangegul strupe, kopparfärgade svartspetsade vingar och blått på nedre delen av buken. Den blåglänsande svarta stjärten är lång med förlängda centrala stjärtfjädrar. Från den långa, smala och nedåtböjda svarta näbben går ett tjockt, svart ögonstreck bakåt till örontäckarna, blåkantat undertill. Mellan strupen och bröstet syns ett brett svart band. Undersidan av vingen är lysande orange, kantad i svart.

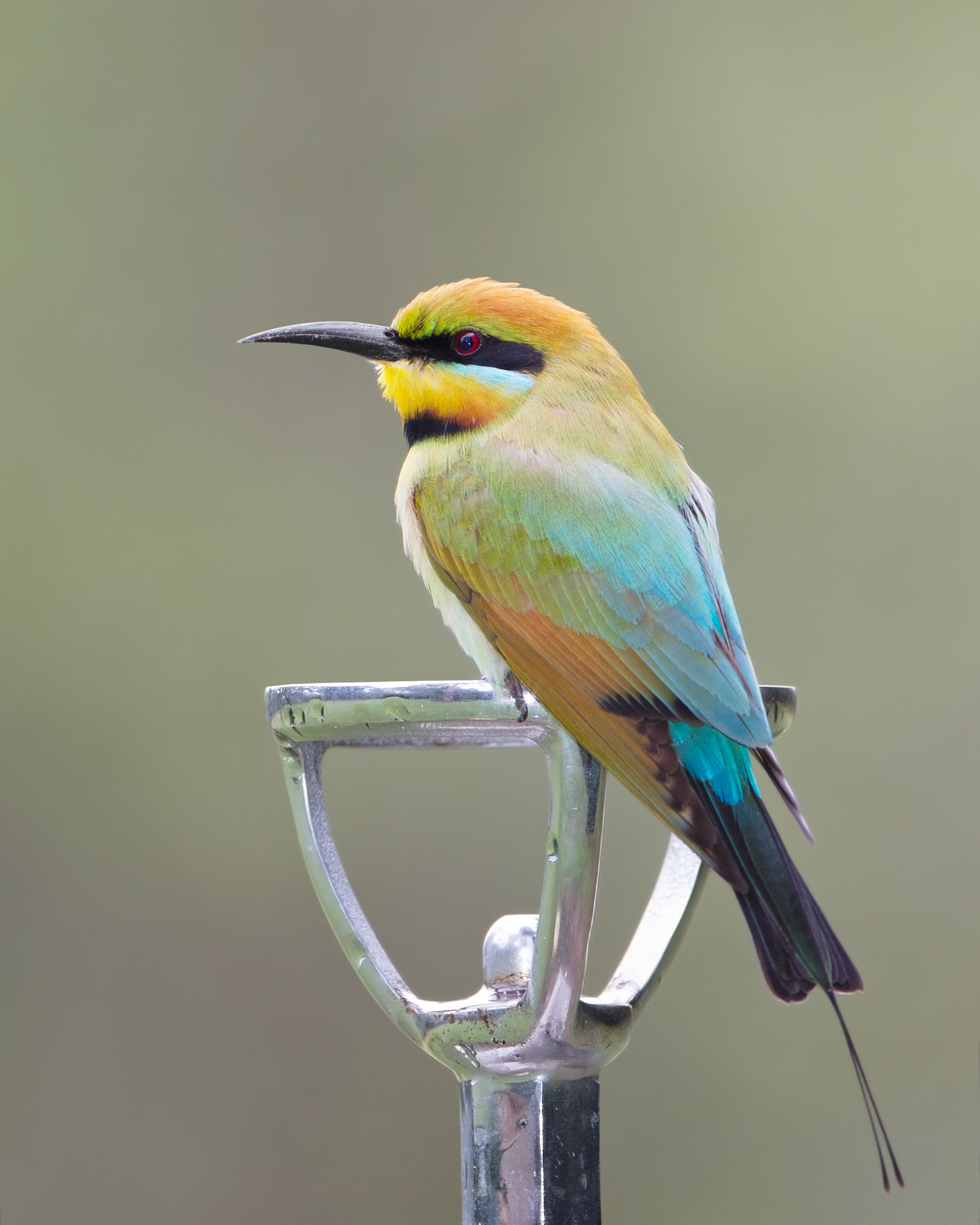

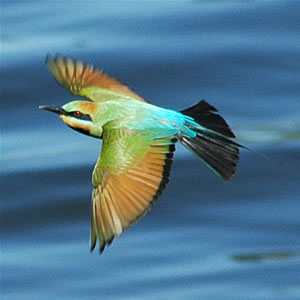

Könen är lika, honan dock med kortare stjärtspröt och ett tunt svart streck under det svarta bröstbandet. Kroppsstorleken är 19-21 cm, med ytterligare upp till sju cm förlängda stjärtfjädrar. Vanligaste lätet är ett upprepat och rullande "prrrrp" eller  "prrreee".

## Utbredning och systematik
Regnbågsbiätaren häckar i Australien samt på östra Nya Guinea, möjligen även i östra Små Sundaöarna. Sydliga populationer övervintrar i norra delen av utbredningsområdet, huvudsakligen på och kring Nya Guinea, men även västerut genom Wallacea. Tillfälligt har den påträffats i Palau, Taiwan och Japan. Den behandlas som monotypisk, det vill säga att den inte delas in i några underarter.

## Levnadssätt
Regnbågsbiätaren hittas i öppen skog, buskmarker och röjda områden, vanligen nära vatten. Födan består av olika sorters insekter, huvudsakligen, bin och getingar, men även trollsländor, fjärilar och skalbaggar. Fågeln häckar i lösa kolonier i sandbankar, där den gräver ut en lång tunnel som avslutas i en kammare som den fodrar med gräs. Båda könen ruvar äggen och matar ungarna. Äggläggning sker i september i Papua Nya Guinea, augusti till november och januari till mars i västra Queensland och från mitten av november till mitten av december i södra Australien.

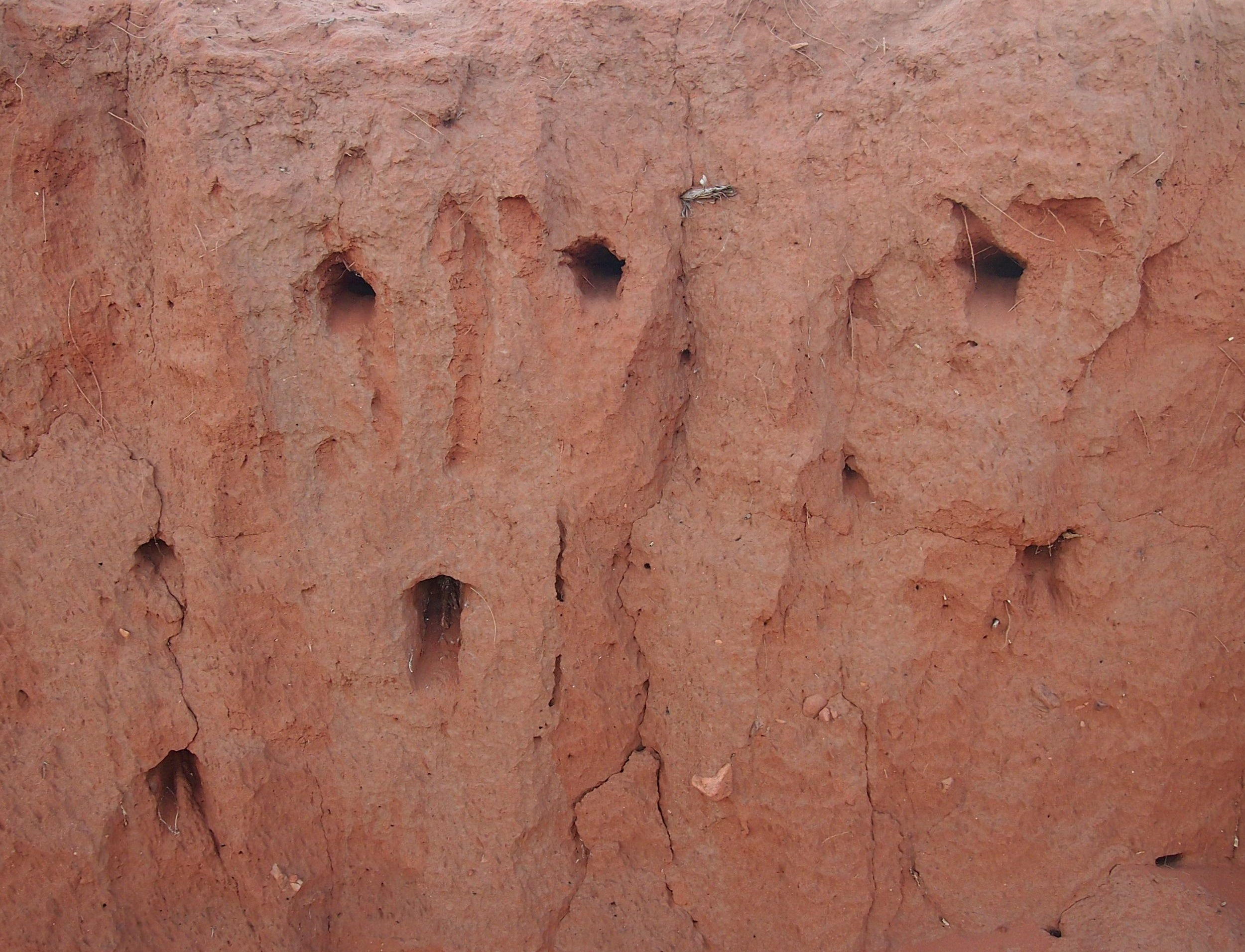
Biätarbon.

## Status och hot
Arten har ett stort utbredningsområde och en stor population med stabil utveckling och tros inte vara utsatt för något substantiellt hot. Utifrån dessa kriterier kategoriserar internationella naturvårdsunionen IUCN arten som livskraftig (LC). Världspopulationen uppskattas till minst en miljon individer.